# 山内堤雲

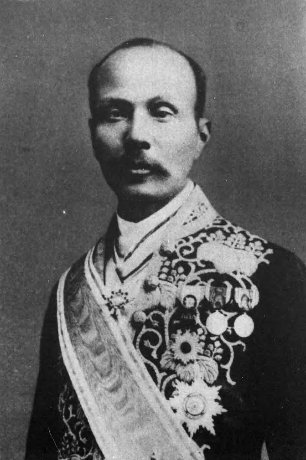
山内堤雲

山内 堤雲 （やまのうち ていうん、1838年11月3日（天保9年9月17日） - 1923年（大正12年）2月5日）は、江戸時代の幕臣、明治時代の官僚。六三郎（ろくさぶろう）の表記も多い。正式な字は山内一色六三郎隄雲。

## 経歴

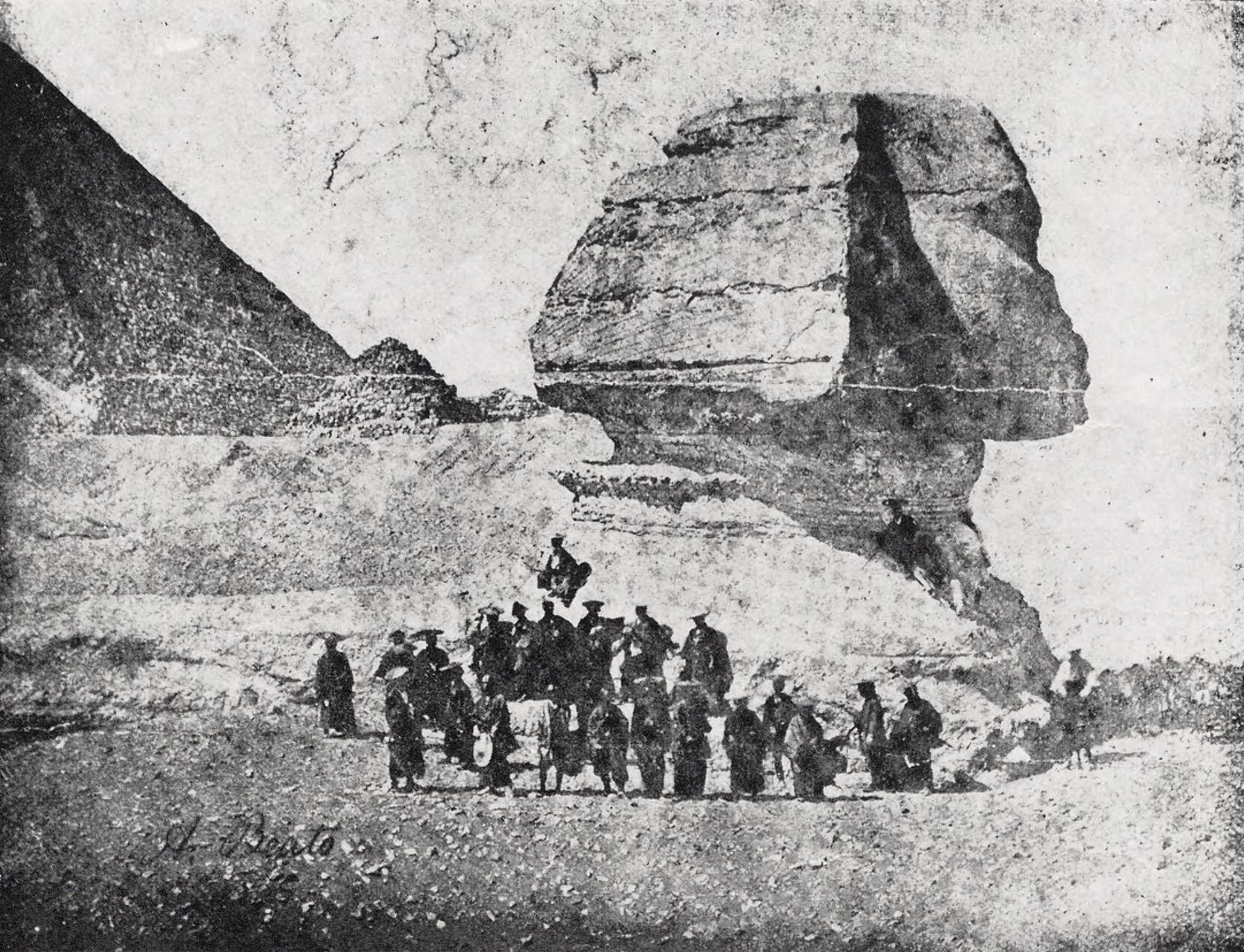
遣欧使節の写真（1864年2月28日）
スフィンクスの肩に乗っているのが山内。

江戸において、旗本伊奈氏家臣の山内豊城（徳右衛門）の三男として生まれる。天保14年8月、七歳の時に父が仕えた伊奈遠江守が京都の東町奉行を命じられたため、家族一同で上京。京都時代に知恩院で、父の友人の画家・冷泉為恭（狩野永泰の三男）の弟子になり、画を習う。

江戸に戻って、霞ヶ関の裏の汐見坂の駒井大和守の邸内に住む。ここで知り合った能役者に、能役者になることを勧められ、毎日声を張り上げて謡っていたところ、声が嗄れて出なくなり、開業したばかりの林洞海のところに行くと怒られ、能役者になることをあきらめる。
15歳で、佐倉の母方叔父である佐藤泰然に学僕として入門し、洋学者の道を歩むこととなる。泰然の下で調合製薬、講義書の書き取り、手術の手伝いなどをしながら、箕作阮甫 にオランダ語を学んで蘭学を始めた。この時期の様子は、司馬遼太郎の小説「胡蝶の夢」に描かれている。
1857年（安政3年）、二十歳の時に蕃書調所の句読教授となりマシュー・ペリーの『日本紀行』を翻訳、安井息軒の門下生として学び、神奈川奉行付の通訳として英語を学んだ。
文久3年（1863年）、池田長発（筑後守）を正使、河津祐邦（伊豆守）を副使、河田熙（相模守）を目付とする横浜鎖港談判使節団の一行に随行してフランスに赴き、フランス語を習得した。
慶応3年（1867年）、パリ万国博覧会に派遣された徳川昭武の通訳として随行、この時に一緒だった渋沢栄一は、他の通訳だとうまくいかない時も堤雲だと話が進んだと証言している。パリでは高いホテル代を節約して、渋沢栄一、木村宗三（砲兵差図役頭取勤務方）、高松凌雲、山内の四人で家を借りた。
帰国後の箱館戦争では、縁戚である榎本武揚 の書記官・通訳として箱館駐在の外国公使と渡り合い、林董とともに軍に加わる。敗北後は津軽藩に禁固・抑留されるが、抑留者に語学の勉強会を実施した。
釈放後に和歌山藩でフランス人医師の通訳を務めた後上京、当初は海外に派遣される岩倉具視に随行する主任通訳官として外務省から辞令が出ていたが、堤雲の語学力と頭脳明晰さを高く評価していた黒田清隆開拓次官が海外から招いた教師の通訳として強く勧誘し、1871年（明治4年）開拓使に登用される。堤雲はホーレス・ケプロンと黒田清隆のパイプ役となり、行政を学んで行った。
1878年（明治11年）、殖産興業のため事務長として、事務副長の松本荘一郎、平井晴二郎と共に幌内炭鉱などの開発に関わった。この年の10月、ロシアから帰国した榎本武揚に同行して、小樽の手宮洞窟にある古代文字を調査し報告している 。本州に溢れる重罪人の処置に困った内務省が、第二の集治監の建設候補地を物色させた時、ぜひ炭山の近くへと働きかけ、空知集治監を設置させた 。
工部省、農商務省を経て、1885年（明治18年）12月、伊藤博文が日本最初の内閣を組閣すると、榎本武揚が逓信大臣に就任したため、逓信省の大書記官に就任、郵便のマークに〒を制定した。
1890年（明治23年）、黒田清隆内閣発足にあたり、黒田の故郷である鹿児島県知事に就任する。
1896年（明治29年）に榎本武揚が農商務大臣に就任すると、初代製鉄所長官を務めた。
1923年（大正12年）2月5日卒去。墓所は染井霊園の1-イ-1-19にあり、孫の山内恭彦の墓所案内標石があるが、現在無縁撤去の危機に瀕している。
この五輪塔型の墓石は父豊城のもので、1909年に新宿区富久町の自証院から改葬された。

## 栄典・授章・授賞
位階
- 1886年（明治19年）11月16日 - 正五位[18]
- 1890年（明治23年）10月8日 - 従四位[19]
- 1893年（明治26年）2月28日 - 正四位[20]

勲章等
- 1887年（明治20年）11月25日 - 勲四等旭日小綬章[21]
- 1889年（明治22年）11月29日 - 大日本帝国憲法発布記念章[22]

## 家族
- 祖父・山内信経（旗本・松平定節の家臣）
- 父・山内豊城
- 叔父・佐藤泰然
- 子・山内英太郎（農商務省技手、大日本織物協会理事）[23]
- 長女・はつ子は澤柳政太郎の妻[24]。
- 孫・山内恭彦（東京大学名誉教授、理学博士）

　　　妻・富貴子は森電三（黒野義文の二男、海軍少将）の長女
- 兄・山内作左衛門
- 弟・山内徳三郎（地質学者、農商務省鉱山局長）開拓使御用掛時代にベンジャミン・スミス・ライマンから地質、測量学を授けられ「福岡佐賀長崎三県下炭坑巡回報告書」を執筆。
- 妹・玉　宮原忠英の妻[25]
- 妹・富　幕臣・横山敬一（外国奉行支配定役）の妻
- 義弟（妻の妹の夫）・岩瀬（盤瀬）玄策（医師）
- 義弟（妻の妹の夫）・林董（伯爵、従弟でもある）